# Лечинкай
Лечинкай (кабард.-черк. — Лэшынкъей) — село в Чегемском районе Кабардино-Балкарской Республики.
Образует муниципальное образование сельское поселение Лечинкай как единственный населённый пункт в его составе.

## Географическое положение

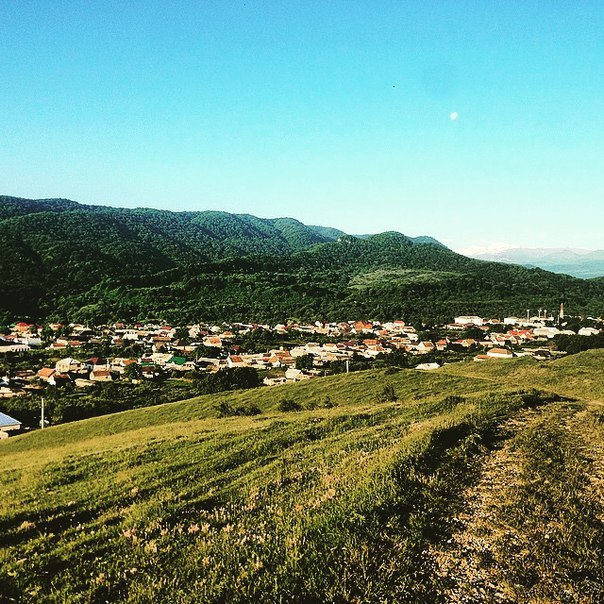
Вид на верхнюю часть села

Селение расположено в северной части Чегемского района, на левом берегу реки Чегем, у входа в Чегемское ущелье. Находится в 7 км к западу от районного центра Чегем и в 15 км от города Нальчик. Через село проходит дорога ведущая в Чегемские водопады и верховья Чегемского ущелья.
Площадь сельского поселения составляет — 59 км2.
Граничит с землями населённых пунктов — Чегем на востоке и Яникой на юго-востоке. С юга, запада и севера окружена землями Государственного Лесного Фонда (Гослесфонд).
Населённый пункт расположен в предгорной зоне республики, и с трех сторон окружен возвышенностями Лесистого хребта. Диапазон высот расположения села: 600—740 метров над уровнем моря. Территория села усеяна крупными глыбами камней. Берега реки Чегем сильно изрезаны из-за подмывов и паводков.
Гидрографическая сеть представлена рекой Чегем, в восточной части села имеются несколько искусственных родников и выходов родников.
Климат влажный умеренный с тёплым летом и прохладной зимой. Среднегодовая температура воздуха составляет +8,5°С, и колеблется от средних +20,0°С в июле, до средних −3,3°С в январе. Среднегодовое количество осадков составляет около 740 мм. Большая часть осадков выпадет в период с апреля по июнь.

## Этимология
Существует кабардинское предание о девушке «Лашин» («Лэшын»), повлиявшее по мнению ряда исследователей на современное название села. Согласно легенде, однажды на Кабарду напал некий хан, чтобы обложить кабардинцев данью. И как было принято по обычаям того времени, стороны договорились выставить по одному своему богатырю, а победа в битве признавалась за той стороной, чей богатырь победит в поединке.
Кабардинцы со своей стороны выдвинули воина, которого к началу битвы заменила его жена Лашин переодетая в мужчину. В ходе поединка Лашин одолела своего могучего соперника и сбросила его со скалы. Хан затем увидев, что его богатыря одолела женщина, ушёл из Кабарды, обещав больше не возвращаться.
В карачаево-балкарском языке есть схожее по произношению слово — Лячинкъая, что в переводе означает «соколиная скала» (лячин — «сокол», къая — «скала»).

## История
До образования современного села, на его месте в урочище Фандуко (Фэндыкъуэ) существовало несколько кабардинских аулов, которых со строительством Чегемского военного укрепления, насильно переселили в другие районы тогдашней Кабарды.
В 1842 году кабардинскому уорку Анзору Тохтамышеву было разрешено со своими людьми переселится выше построенного Чегемского военного укрепления, «не далее как на две версты». Новое поселение было названо Тохтамышево, по имени владельца Анзора Тохтамышева.
С 1864 по 1869 года, население села резко сократилось в результате мухаджирства, вызванного окончательным присоединением Кавказа к Российской империи.
В 1920 году, с окончательным установлением советской власти в Кабарде, решением ревкома Нальчикского округа Тохтамышево, как и все другие кабардинские поселения было переименовано, из-за присутствия в их названиях княжеских и дворянских фамилий. В результате село получило название — Лечинкай.
Во время Великой Отечественной войны село около трех месяцев было оккупировано немецкими войсками, которые разгромили хозяйство села. В начале января 1943 года село было освобождено от захватчиков. В память о погибших в селе установлен памятник.
Лечинкайский сельсовет до 1944 года входил в состав Нальчикского района (до 1935 года Нальчикский округ) КБАССР. Затем передан в состав Чегемского района.
В 1962 году как и вся территория Чегемского района, сельсовет был вновь включён в состав Баксанского района.
В 1965 году Чегемский район в своих прежних границах вновь выделен в отдельный муниципальный район КБАССР.
В 1992 году Лечинкайский сельсовет реорганизован и преобразован в сельское поселение Лечинкай.

## Население
| 2002  | 2010  | 2012  | 2013  | 2014  | 2015  | 2016  |
| ----- | ----- | ----- | ----- | ----- | ----- | ----- |
| 4208  | ↘4206 | ↗4210 | ↘4206 | ↘4204 | ↗4230 | ↗4241 |
| 2017  | 2018  | 2019  | 2020  | 2021  | 2023  | 2024  |
| ↗4269 | ↘4260 | ↗4290 | ↗4303 | ↗5309 | ↗5326 | ↘5321 |
| 2025  |       |       |       |       |       |       |
| ↗5338 |       |       |       |       |       |       |

Плотность — 90.47 чел./км2.
Национальный состав
По данным Всероссийской переписи населения 2010 года:
| Народ      | Численность, чел. | Доля от всего населения, % |
| ---------- | ----------------- | -------------------------- |
| кабардинцы | 4 151             | 98,7 %                     |
| другие     | 55                | 1,3 %                      |
| всего      | 4 206             | 100 %                      |

По данным Всероссийской переписи 2021 года:
| Народ               | Численность, чел. | Доля от всего населения, % |
| ------------------- | ----------------- | -------------------------- |
| кабардинцы          | 5 161             | 97,21 %                    |
| черкесы             | 101               | 1,90 %                     |
| другие / не указано | 47                | 0,88 %                     |
| всего               | 5 309             | 100,0 %                    |

## Местное самоуправление
Структуру органов местного самоуправления сельского поселения составляют:
- Глава сельского поселения — Хагажеев Хасан Русланович.
- Администрация сельского поселения Лечинкай — состоит из 5 человек.
- Совет местного самоуправления сельского поселения Лечинкай — состоит из 11 депутатов.

## Образование
- Средняя школа № 1 — ул. Канукоева, 74.
- Средняя школа № 2 — ул. Канукоева, 142.
- НШДС № 1
- НШДС № 2
- МКОУ ДОД «ДЮСШ» с.п. Лечинкай — ул. Канукоева, 92

## Здравоохранение
- Участковая больница

## Культура
- Дом Культуры
- Спортивные учреждения для секций по вольной и греко-римской борьбе, армейский рукопашный бой, универсальный бой, дзюдо.

Общественно-политические организации:
- Адыгэ Хасэ
- Совет ветеранов Великой Отечественной войны
- Совет ветеранов труда

## Ислам
В селе действуют 3 мечети. При мечетях проводятся уроки по изучению арабского языка и чтению Корана.

## Экономика
Основу хозяйства села играет разведение крупного рогатого скота. Из-за расположение в гористой местности, сельское хозяйство по меркам республики развито слабо. Наиболее благоприятные для сельскохозяйственного использования земли лежат в относительно равниной восточной части села, где планируется строительство тепличного комплекса.
В селе находятся несколько предприятий районного значения. Имеются несколько рыбоводческих хозяйств.
Из недр земли добывают материал, использующийся для изготовления пеноблоков.

## Достопримечательности
| Памятники археологии:                      |          |               |                               |                                                          |
| Название                                   | Название | Эпоха         | Расположение                  | Описание                                                 |
| Лечинкаевская курганная группа (23 насыпи) |          | XIV-XVII века | в 600 метрах к западу от села | Средневековые курганные захоронения адыгов (кабардинцев) |

| Памятники архитектуры:            |          |                 |                                      |                                                                                  |
| Название                          | Название | Эпоха           | Расположение                         | Описание                                                                         |
| Кабардинские усыпальницы «Кундет» |          | XVIII век       | в 200 метрах к северо-западу от села | Усыпальницы кабардинского княжеского рода Кундетовых.                            |
| Комплекс надземных усыпальниц     |          | XVII-XVIII века | Лечинкай, Чегем Второй               | Комплекс кабардинских надземных усыпальниц между селами Лечинкай и Чегем Второй. |

| Памятники Великой Отечественной войны:              |          |                  |              |                                                            |
| Название                                            | Название | Год установления | Расположение | Описание                                                   |
| Памятник войнам, погибшим при освобождении Лечинкая |          | 1972 год         | центр села   | Памятник войнам, погибшим при освобождении села Лечинкай   |
| Памятник Н. Т. Канукоеву                            |          | 1966 год         | центр села   | Памятник Герою Советского Союза Канукоеву Назиру Титуевичу |

## Улицы
Улицы

| Братьев Тхазаплижевых |
| Зелёная               |
| Кабарда               |
| Кабардинская          |

| Канукоева |
| Кибишева  |
| Лашина    |
| Надречная |

| Пачева    |
| Солнечная |
| Хагажеева |

Переулки

| 1 мая         |
| 8 марта       |
| 9 мая         |
| Колхозный     |
| Комсомольский |
| Кушхова       |
| Лечинкаевский |
| Мира          |

| Молодёжный |
| Набережный |
| Нартхаса   |
| Ногмова    |
| Озёрный    |
| Ошхамахо   |
| Хагажеева  |

| Пионерский  |
| Садовый     |
| Свободы     |
| Тамазова    |
| Тохтамышева |
| Школьный    |
| Шогенцукова |

## Известные жители
- Канукоев Назир Титуевич (1916—1975) — лётчик, участник Великой Отечественной войны, Герой Советского Союза.